# Le Vigan (Gard)
Le Vigan (en occitano Lo Vigan) es una comuna y población de Francia, en la región de Languedoc-Rosellón, departamento de Gard. Es la subprefectura del distrito y chef-lieu del cantón de su nombre.
Está integrada en la Communauté de communes du Pays Viganais.

## Demografía
| 4111 | 4207 | 4293 | 4517 | 4523 | 4429 |
| Para los censos de 1962 a 1999 la población legal corresponde a la población sin duplicidades (Fuente: INSEE [Consultar]) |      |      |      |      |      |

La aglomeración urbana -que incluye también Avèze y Molières-Cavaillac- tenía 6.242 habitantes.